# 앵커에퀴티파트너스
앵커에퀴티파트너스(영어: Anchor Equity Partners)는 홍콩의 사모펀드 회사로 대한민국과 북아시아에서 활동한다.

## 투자 기업
- 헬스밸런스
- 지오영
- 큐텐
- 카카오엔터테인먼트
- 카카오뱅크
- 투썸플레이스[2]
- 마켓컬리
- 이투스교육[3]
- 두나무
- 엠에이치지(MHG)[4]
- 라인게임즈[5]